# Antic Cafe
Antic Cafe (アンティック-珈琲店-, antikku-kōhīten-), ook wel bekend als An Cafe of Antique Cafe is een Japanse indie Visual kei-band opgericht in 2003. De band bestaat uit vijf mannelijke leden die allemaal uit Kanto komen. Antic Cafe is met hun single Candy Holic op de 2e plaats van de Oricon Indie Chart gekomen.

## Muziekstijl
Ondanks het feit dat Antic Cafe zowel Screamo-achtige (nummers als Kirikiri en Candyholic) tot dansbare/stoere poppy (nummers als Smile Ichiban Ii Onna en Nyappy In The World) maakt, heeft de band een zeer herkenbare stijl. Een van de opvallende elementen in veel nummers van An Cafe zijn de vele en soms extreme toonwisselingen van leadzanger Miku. De stijl van Antic Cafe wordt door mensen die niet bekend zijn met Oshare kei vaak beschouwd als meisjesachtig.De band had al voor de komst van vaste toetsenist Yu-ki al vaak gebruikgemaakt van een keyboard in hun liedjes.

## Uitrusting
Yuuki (keyboard) gebruikt een Korg X50 en een Yamaha MO6 keyboard/synthesizer in een stevig rack van het merk Ultimate (de Ultimate AX48B). De versterking wordt geregeld door een Roland Jazz-Chorus 120 en hij heeft nog een Mackie 1202-VLZ PRO mengpaneel. Hij maakt grondig gebruik van de functies van z'n keyboard. Zo is in het nummer Respect Mommy veel "pitch bending" te horen op de Yamaha MO6 en gebruikt hij weer vaak arpeggiator in Cherry Saku Yuuki!!.
Takuya (gitaar) gebruikt een White-brown Fender, een Paul Reed Smith, een G&L Telecaster, een Dean gitaar en een paar stompboxes, waaronder de Boss Super Chorus en MXR Phase 90.
Kanon (basgitaar) gebruikt twee soorten van de Fender Jazz Bass, een EBS Multi Comp en een Basson speaker.

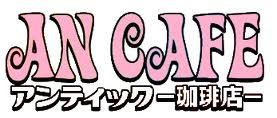

Teruki (drums) heeft de volgende opstelling: één Splash Cymbal (Paiste 10"), twee Crash Cymbals (Paiste 16" and 18") Cymbals, één China Cymbal (Paiste 18"), één Ride Cymbal (Zild jan 20"), één hihat (Zild jan 14"), één hihat stand (Pearl), één Bass Drum (Pearl 22" x 16"), één Snare (Pearl 14" x 5,5"), één Mid Tom (Pearl 12" x 8"), één Floor Tom (Pearl 16" x 16"), twéé pedalen (Pearl) en Behringer versterking.

## Uiterlijk
Antic Cafe staat naast hun muziek ook bekend om hun aparte uiterlijk. In tegenstelling tot de meeste visual kei bands is er nauwelijks iets duisters aan de looks van de bandleden. Het uiterlijk van de band is net als hun muziek zeer "hysterisch vrolijk" te noemen.